# Čaryš
Čaryš (rusky Чарыш) je řeka v Altajském kraji a v Altajské republice v Rusku. Je dlouhá 547 km. Plocha povodí měří 22 200 km².

## Průběh toku
Pramení na svazích Korgonského hřbetu. Protéká nejprve kopcovitou a poté rovinatou krajinou. Ústí zleva do Obu.

### Přítoky
- zleva – Iňa, Belaja, Loktěvka
- zprava – Maralicha

## Vodní režim
Zdrojem vody jsou převážně sněhové srážky. Průměrný roční průtok vody ve vzdálenosti 82 km od ústí činí 192 m³/s. Zamrzá na dolním toku na konci října až v listopadu a na horním toku v prosinci. Rozmrzá na konci března až v dubnu.

## Využití
Využívá se na zavlažování. Vodní doprava je možná do vzdálenosti 83 km od ústí.